# Festival di Berlino 1996
La 46ª edizione del Festival internazionale del cinema di Berlino si è svolta a Berlino dal 15 al 26 febbraio 1996, con lo Zoo Palast come sede principale. Direttore del festival è stato per il diciassettesimo anno Moritz de Hadeln.
L'Orso d'oro è stato assegnato al film Ragione e sentimento del regista taiwanese Ang Lee, al suo secondo riconoscimento dopo quello per Il banchetto di nozze nel 1993.
L'Orso d'oro alla carriera è stato assegnato all'attore Jack Lemmon e al regista Elia Kazan, ai quali sono state dedicate la sezione "Homage" e alcune proiezioni speciali, mentre la Berlinale Kamera è stata assegnata alle attrici Sally Field e Jodie Foster, alla regista e sceneggiatrice Astrid Henning-Jensen, allo scrittore e sceneggiatore Čyngyz Ajtmatov e al graphic designer Volker Noth, dal 1977 autore dei manifesti della Berlinale.
Il festival è stato aperto da Ragione e sentimento ed è stato chiuso da Infedeli per sempre di Paul Mazursky, entrambi in concorso.
La retrospettiva di questa edizione è stata dedicata al cineasta statunitense William Wyler.

## Giurie

### Giuria internazionale
- Nikita Michalkov, regista, sceneggiatore, attore e produttore (Russia) - Presidente di giuria[6]
- Jürgen Prochnow, attore (Germania)
- Vincenzo Cerami, scrittore, sceneggiatore e giornalista (Italia)
- Gila Almagor, attrice e scrittrice (Israele)
- Ann Hui, regista (Hong Kong)
- Joan Chen, attrice (Stati Uniti)
- Catherine Wyler, produttrice (Stati Uniti)
- Christian Zehnder, musicista (Svizzera)
- Fay Weldon, scrittrice e drammaturga (Regno Unito)
- Peter Lilienthal, regista e sceneggiatore (Germania)
- Claude Rich, attore (Francia)

### Kinderjury
I premi riservati alla sezione Kinderfilmfest sono stati assegnati da una giuria composta da membri di età compresa tra 11 e 14 anni, selezionati dalla direzione del festival attraverso questionari inviati l'anno precedente.

## Selezione ufficiale

### In concorso
- The Bridge, regia di Garry Lane (Germania, Paesi Bassi, Italia)
- Csajok, regia di Ildikó Szabó (Ungheria, Germania)
- Dead Man Walking - Condannato a morte (Dead Man Walking), regia di Tim Robbins (Regno Unito, USA)
- Eno nakano bokuno mura, regia di Yōichi Higashi (Giappone)
- L'esercito delle 12 scimmie (Twelve Monkeys), regia di Terry Gilliam (USA)
- Un'estate alla Goulette (Un été à La Goulette), regia di Férid Boughedir (Tunisia, Francia, Belgio)
- Éxtasis, regia di Mariano Barroso (Spagna)
- Fremde Heimat, regia di Damir Lukacevic (Germania)
- Get Shorty, regia di Barry Sonnenfeld (USA)
- Infedeli per sempre (Faithful), regia di Paul Mazursky (USA)
- Jeon tae-il, regia di Park Kwang-su (Corea del Sud)
- Maalaislääkäri, regia di Katariina Lillqvist (Finlandia)
- Ma jiang, regia di Edward Yang (Taiwan)
- Mary Reilly, regia di Stephen Frears (USA, Regno Unito)
- Les menteurs, regia di Élie Chouraqui (Francia)
- Mon homme, regia di Bertrand Blier (Francia)
- Las partes de mi que te aman son seres vacios, regia di Mercedes Gaspar (Spagna)
- Passioni proibite (Lust och fägring stor), regia di Bo Widerberg (Danimarca, Svezia)
- Portland, regia di Niels Arden Oplev (Danimarca)
- Pribitie poezda, regia di Andrei Zhelezniakov (Russia)
- Ragione e sentimento (Sense and Sensibility), regia di Ang Lee (USA, Regno Unito)
- Restoration - Il peccato e il castigo (Restoration), regia di Michael Hoffman (USA, Regno Unito)
- Riccardo III (Richard III), regia di Richard Loncraine (Regno Unito, USA)
- Ri guang xia gu, regia di Ping He (Cina)
- Den röda fläcken, regia di Gösta Werner (Svezia)
- La settimana santa (Wielki tydzien), regia di Andrzej Wajda (Polonia, Germania, Francia)
- Skin, regia di Vincent O'Connell (Regno Unito)
- Stille Nacht, regia di Dani Levy (Germania, Svizzera)
- Swerve, regia di Marcus Gale (Australia)
- Taiyang you er, regia di Ho Yim (Hong Kong)
- Twilight of the Gods, regia di Stewart Main (Nuova Zelanda)
- Venditori di miracoli, regia di Federico Bruno (Italia)
- Vite strozzate, regia di Ricky Tognazzi (Italia, Francia, Belgio)
- What I Have Written, regia di John Hughes (Australia)

### Fuori concorso
- A casa per le vacanze (Home for the Holidays), regia di Jodie Foster (USA)
- Dal tramonto all'alba (From Dusk Till Dawn), regia di Robert Rodriguez (USA)
- Gli intrighi del potere - Nixon (Nixon), regia di Oliver Stone (USA)
- My Mother's Courage, regia di Michael Verhoeven (Germania, Regno Unito, Austria, Irlanda)

### Proiezioni speciali
- Baby Doll - La bambola viva (Baby Doll), regia di Elia Kazan (USA)
- Salvate la tigre (Save the Tiger), regia di John G. Avildsen (USA)
- That's Amore - Due improbabili seduttori (Grumpier Old Men), regia di Howard Deutch (USA)
- Toy Story - Il mondo dei giocattoli (Toy Story), regia di John Lasseter (USA)

### Panorama
- 301, 302, regia di Park Cheol-su (Corea del Sud)
- Addio, America! (Proshchay, Amerika!), regia di Aleksandr Dovženko (Unione Sovietica)
- Agnes, regia di Egill Eðvarðsson (Francia, Germania, Norvegia, Islanda)
- Aide mémoire, regia di Michael Brynntrup (Germania)
- AIDS ist nicht gleich Tod, regia di Thees Klahn (Germania)
- Air Fright, regia di Hubert Sielecki (Austria)
- Alkali, Iowa, regia di Mark Christopher (USA)
- Anatomy of Desire, regia di Peter Tyler Boullata e Jean-François Monette (Canada)
- Les apprentis, regia di Pierre Salvadori (Francia)
- Bad Liver & a Broken Heart, regia di Terry Stacey (USA)
- Bella, min Bella, regia di Astrid Henning-Jensen (Danimarca)
- Ben Annemin Kiziyim - Ich bin Tochter meiner Mutter, regia di Seyhan Derin (Germania)
- Berlin - Some Days In July, regia di Knut Hoffmeister (Germania)
- Black Sheep Boy, regia di Michael Wallin (USA)
- Die blinde Kuh, regia di Niklaus Schilling (Germania)
- Blutbund, regia di Werner Schlechte (Germania Ovest)
- Boranly beket, regia di Bakyt Karagulov (Kirghizistan)
- Chinese Chocolate, regia di Yan Cui (Canada)
- Il cielo è sempre più blu, regia di Antonello Grimaldi (Italia)
- Clara Hakedosha, regia di Ari Folman e Ori Sivan (Israele)
- Come Across, regia di Wolke Kluppell (Paesi Bassi)
- Le cose che non ti ho mai detto (Cosas que nunca te dije), regia di Isabel Coixet (Spagna, USA)
- Dao, regia di Hark Tsui (Hong Kong)
- La fille seule, regia di Benoît Jacquot (Francia)
- For Real, regia di Susanna Fogel (USA)
- Fratelli nei guai (Brothers in Trouble), regia di Udayan Prasad (Regno Unito)
- Giorni di passione (Carried Away), regia di Bruno Barreto (USA)
- Grajacy z talerza, regia di Jan Jakub Kolski (Polonia)
- Gyae-got-un nalui ohu, regia di Lee Min-yong (Corea del Sud)
- The Haircut, regia di Lisa Fisher (USA)
- Hearts & Minds, regia di Ralph Ziman (Sudafrica)
- Hong ying tao, regia di Daying Ye (Cina)
- The Hunger Artist, regia di Bernard Rudden (Regno Unito)
- Hustler White, regia di Rick Castro e Bruce LaBruce (Germania)
- Italiani, regia di Maurizio Ponzi (Italia)
- Jim Loves Jack, regia di David Adkin (Canada, USA)
- The Killers, regia di Tanya Hamilton (USA)
- The Land Is White, the Seed Is Black, regia di Koto Bolofo (Francia)
- Lumière and Company, film collettivo (Francia, Danimarca, Spagna, Svezia)
- M.A. Numminen Goes Tech-no, regia di Claes Olsson (Finlandia)
- Mark Finch Tribute, regia di Tom di Maria (USA)
- Message to Love: The Isle of Wight Festival, regia di Murray Lerner (USA, Regno Unito)
- The Monkey and the Engineer, regia di Jacob Burckhardt (Canada, USA)
- Nachtland, regia di Cyril Tuschi (Germania)
- Nervous Energy, regia di Jean Stewart (Regno Unito)
- Neurosia - 50 Jahre pervers, regia di Rosa von Praunheim (Germania)
- Normal Love, regia di Jack Smith (USA)
- Not Fourteen Again, regia di Gillian Armstrong (Australia)
- Des nouvelles du bon Dieu, regia di Didier Le Pêcheur (Francia)
- Ognuno cerca il suo gatto (Chacun cherche son chat), regia di Cédric Klapisch (Francia)
- Paris Was a Woman, regia di Greta Schiller (Regno Unito)
- Un party per Nick (It's My Party), regia di Randal Kleiser (USA)
- Prerokbe Ognja, regia di Michael Benson (Slovenia, USA)
- La prossima vittima (Eye for an Eye), regia di John Schlesinger (USA)
- Prost, regia di Gerhard Ertl e Sabine Hiebler (Austria)
- Reisen ins Leben, regia di Thomas Mitscherlich (Germania)
- Romansu, regia di Shunichi Nagasaki (Giappone)
- See for Yourself, regia di Jerry Tartaglia (USA)
- Sexy Sadie, regia di Matthias Glasner (Germania)
- Shoot Me Angel, regia di Amal Bedjaoui (Francia)
- Specchio della memoria (Unforgettable), regia di John Dahl (USA)
- Stolen Shadows, regia di Steven Grandell e John Killacky (USA)
- Streetlife, regia di Karl Francis (Regno Unito)
- Szeressük egymást, gyerekek!, regia di Miklós Jancsó, Károly Makk e Pál Sándor (Ungheria)
- Tesis, regia di Alejandro Amenábar (Spagna)
- Tysmienica, regia di Nelja Pasitschnik (Ucraina)
- Ubistvo s predumisljajem, regia di Gorcin Stojanovic (Serbia e Montenegro)
- Unbound, regia di Claudia Morgado (Canada)
- Virginity, regia di Loren Marsh (USA)
- Vuollge mu mielde bassivárrái, regia di Mona J. Hoel (Norvegia, Svezia)
- The Watermelon Woman, regia di Cheryl Dunye (USA)
- We Forget, regia di Maximilian von Moll (Germania)
- Zica zivota, regia di Momir Matovic (Serbia e Montenegro)

### Forum
- 119 Kadurim + Shlosha, regia di Yeud Levanon (Israele)
- 93 Million Miles from the Sun, regia di Paul Budnitz (USA)
- A.K.A. Don Bonus, regia di Spencer Nakasako e Sokly Ny (USA)
- Angeli perduti (Do lok tin si), regia di Wong Kar-wai (Hong Kong)
- Barnen från Jordbro, regia di Rainer Hartleb (Svezia)
- The Battle Over Citizen Kane, regia di Michael Epstein e Thomas Lennon (USA)
- Bian Lian, regia di Wu Tian-ming (Cina, Hong Kong)
- Broken Pieces, regia di Joerg Taszman (Germania)
- I buchi neri, regia di Pappi Corsicato (Italia)
- Bulan tertusuk ilalang, regia di Garin Nugroho (Indonesia)
- Carga de rurales, regia di Gabriel Veyre (Messico)
- Chao ji da guo min, regia di Jen Wan (Taiwan, Cina)
- Charms Zwischenfälle, regia di Michael Kreihsl (Austria)
- Dahua xiyou/daiwah saiyau, regia di Jeff Lau (Hong Kong)
- Dealers Among Dealers, regia di Gaylen Ross (USA)
- Devils Don't Dream!, regia di Andreas Hoessli (Svizzera)
- Dukhovnye golosa. Iz dnevnikov voyny. Povestvovanie v pyati chastyakh, regia di Aleksandr Sokurov (Russia)
- En avoir (ou pas), regia di Laetitia Masson (Francia)
- Entrevista de los Presidentes Díaz-Taft, regia di Hermanos Alva (Messico)
- First Person Plural: The Electronic Diaries, regia di Lynn Hershman-Leeson (USA)
- Flamenco, regia di Carlos Saura (Spagna)
- Fragmentos da vida, regia di José Medina (Brasile)
- Frisk, regia di Todd Verow (USA)
- Fuga dalla scuola media (Welcome to the Dollhouse), regia di Todd Solondz (USA)
- The Gate of Heavenly Peace, regia di Richard Gordon e Carma Hinton (USA)
- Die Geschichte einer Vertreibung, regia di Egon Humer (Austria)
- Die Geschichte vom Onkel Willy aus Golzow, regia di Barbara e Winfried Junge (Germania)
- Das geschriebene Gesicht, regia di Daniel Schmid (Giappone, Svizzera)
- Ghost in the Shell (Kōkaku Kidōtai), regia di Mamoru Oshii (Giappone, Regno Unito)
- The Girl of Silence, regia di Genjiro Arato (Giappone)
- Ham hyyal, regia di Sergei Shchugaryov (Turkmenistan)
- Hu Du Men, regia di Kei Shu (Hong Kong)
- I'll Be Your Mirror, regia di Edmund Coulthard e Nan Goldin (USA)
- Jiu shi shen gun, regia di Lee Chi-ngai (Hong Kong)
- Le journal du séducteur, regia di Danièle Dubroux (Francia)
- Kaki bakar, regia di U-Wei Haji Saari (Malesia)
- Die kaukasische Nacht, regia di Gordian Maugg (Germania)
- Lange nach der Schlacht, regia di Regine Kühn e Eduard Schreiber (Germania)
- Mee Pok Man, regia di Eric Khoo (Singapore)
- Melodrama, regia di Rolando Díaz (Cuba)
- Min jing gu shi, regia di Ying Ning (Cina)
- Mon shwe yee, regia di Win Oo (Birmania)
- Mya ga naing, regia di Maung Tin Maung (Birmania)
- Nay chi pyar hma ngwee thaw gyaunt, regia di San Shwe Maung (Birmania)
- Okaeri, regia di Makoto Shinozaki (Giappone)
- Our Burmese Days, regia di Lindsey Merrison (Germania)
- Paradise Lost: The Child Murders at Robin Hood Hills, regia di Joe Berlinger e Bruce Sinofsky (USA)
- Patrón, regia di Jorge Rocca (Argentina, Uruguay)
- Pikunikku, regia di Shunji Iwai (Giappone)
- Pribytie poezda, regia di Aleksey Balabanov, Vladimir Khotinenko, Aleksandr Khvan e Dmitriy Meskhiev (Russia)
- Printsipyalnyy i zhalostlivyy vzglyad, regia di Aleksandr Sukhochyov (Russia)
- Prisutstviye, regia di Tolib Khamidov (Tagikistan)
- Rome désolée, regia di Vincent Dieutre (Francia)
- Sabs, regia di Gleb Teleshov (Russia)
- Lo schermo velato (The Celluloid Closet), regia di Rob Epstein e Jeffrey Friedman (Francia, Regno Unito, Germania, USA)
- Sergey Eyzenshteyn. Avtobiografiya, regia di Oleg Kovalov (Russia)
- Sogni infranti, regia di Marco Bellocchio (Italia)
- Stagona ston okeano, regia di Eleni Alexandraki (Grecia)
- Synthetic Pleasures, regia di Iara Lee (USA)
- A Tale of Love, regia di Jean-Paul Bourdier e Trinh Minh-ha (USA)
- Tarkalyashti se kamani, regia di Ivan Tscherkelov (Bulgaria, Francia)
- Tender Fictions, regia di Barbara Hammer (USA)
- Tengoku no muttsu no hako, regia di Hiroyuki Oki (Giappone)
- Die Überlebenden, regia di Andres Veiel (Germania)
- El último malón, regia di Alcides Greca (Argentina)
- Viaggio nella pianura ungherese (Utazás az Alföldön), regia di Béla Tarr (Ungheria)
- Walk the Walk, regia di Robert Kramer (Svizzera, Francia, Belgio)
- Words for Windows, regia di Michael Busch (Germania)
- Wu shan yun yu, regia di Ming Zhang (Cina)
- Yandym, regia di Bairam Abdullayev e Lora Stepanskaya (Turkmenistan)
- Yük, regia di Rovshan Almuradli (Azerbaigian)
- Lo zio di Brooklyn, regia di Daniele Ciprì e Franco Maresco (Italia)

### Kinderfilmfest/14plus
- Als es noch Wassermänner gab, regia di Johannes Hempel (Germania)
- Amart shetari, regia di Sivan Arbel (Israele)
- Anton, regia di Aage Rais-Nordentoft (Danimarca)
- Belma, regia di Lars Hesselholdt (Danimarca, Svezia)
- Benjamín dúfa, regia di Gísli Snær Erlingsson (Islanda, Svezia, Germania)
- Bonjour Timothy, regia di Wayne Tourell (Canada, Nuova Zelanda)
- Bulten: rena banditerna, regia di Lennart e Ylva-Li Gustafsson (Svezia)
- Dva sloni, regia di Ondrej Pecha (Repubblica Ceca)
- Eremittkrepsen, regia di Tove C. Sverdrup (Norvegia)
- Filmen om Bodil, regia di Linda Madsen (Norvegia)
- Frog Where Are You?, regia di Gary Templeton (USA)
- Guangzhou laile yige xinjiang, regia di Wang Jin (Cina)
- Guardami volare (Tøsepiger), regia di Vibeke Gad (Danimarca)
- Hikayatul jawahiri thalath, regia di Michel Khleifi (Belgio, Spagna, Palestina, Regno Unito)
- Jag och girafferna, regia di Lennart e Ylva-Li Gustafsson (Svezia)
- De jongen die niet meer praatte, regia di Ben Sombogaart (Paesi Bassi)
- Kinobilletten, regia di Gunnar Vikene (Norvegia)
- Le maître des éléphants, regia di Patrick Grandperret (Francia)
- Le moine et le poisson, regia di Michaël Dudok de Wit (Francia)
- Muo sheng reng, regia di Jun Huang (Cina)
- My Friend Joe, regia di Chris Bould (Regno Unito, Germania, Irlanda)
- Nickels, regia di Van Spaulding (USA)
- Overdose, regia di Claude Cloutier (Canada)
- Il palloncino bianco (Badkonake sefid), regia di Jafar Panahi (Iran)
- Das Rabennest, regia di Johannes Hempel (Germania Est)
- I ragazzi della Tavola Rotonda (Kids of the Round Table), regia di Robert Tinnell (USA, Canada)
- Die Rutschpartie/ Der hohle Zahn, regia di Johannes Hempel (Germania)
- Die seltsame Historia von den Schildbürgern, regia di Johannes Hempel (Germania Est)
- Strannik, regia di Agamurad Amanov (Russia)
- The Tale of the Flopsy Bunnies and Mrs. Tittlemouse, regia di Dave Unwin (Regno Unito)
- Teddy & Annie - I giocattoli dimenticati (The Forgotten Toys), regia di Graham Ralph (Regno Unito)
- Teremok, regia di Sergey Kositsyn (Russia)
- Yuan shan jie di, regia di Chen Li (Cina)

### Retrospettiva
- L'allegro inganno (The Gay Deception), regia di William Wyler (USA)
- L'ambidestro (The Two Fister), regia di William Wyler (USA)
- Ambizione (Come and Get It), regia di Howard Hawks e William Wyler (USA)
- American Masters (episodio Regia di William Wyler), regia di Aviva Slesin (USA)
- Barriera di fuoco (The Fire Barrier), regia di William Wyler (USA)
- Ben-Hur (Ben-Hur - A Tale of the Christ), regia di Fred Niblo (USA)
- Ben-Hur, regia di William Wyler (USA)
- Il cacciatore di imbroglioni (The Crook Buster), regia di William Wyler (USA)
- La calunnia (These Three), regia di William Wyler (USA)
- I cavalieri del tuono (Thunder Riders), regia di William Wyler (USA)
- Il collezionista (The Collector), regia di William Wyler (Regno Unito, USA)
- Colpire al centro (Straight Shootin'), regia di William Wyler (USA)
- Colpo di fulmine (Thunderbolt), regia di John Sturges e William Wyler (USA)
- Come rubare un milione di dollari e vivere felici (How to Steal a Million), regia di William Wyler (USA)
- L'ereditiera (The Heiress), regia di William Wyler (USA)
- Gli eroi del deserto (Hell's Heroes), regia di William Wyler (USA)
- Faust (Faust: Eine deutsche Volkssage), regia di F.W. Murnau (Germania)
- Figlia del vento (Jezebel), regia di William Wyler (USA)
- Il figlio del disertore (Tom Brown of Culver), regia di William Wyler (USA)
- Funny Girl, regia di William Wyler (USA)
- Der Galiläer, regia di Dmitrij Buchoveckij (Germania)
- Giorni di fuoco (Blazing Days), regia di William Wyler (USA)
- Il grande paese (The Big Country), regia di William Wyler (USA)
- Infedeltà (Dodsworth), regia di William Wyler (USA)
- La legge del Signore (Friendly Persuasion), regia di William Wyler (USA)
- M - Il mostro di Düsseldorf (M), regia di Fritz Lang (Germania)
- La bella di Memphis (The Memphis Belle: A Story of a Flying Fortress), regia di William Wyler (USA)
- I migliori anni della nostra vita (The Best Years of Our Lives), regia di William Wyler (USA)
- Notte di bufera (The Storm), regia di William Wyler (USA)
- Gli occhi che non sorrisero (Carrie), regia di William Wyler (USA)
- Ombre malesi (The Letter), regia di William Wyler (USA)
- Ore disperate (The Desperate Hours), regia di William Wyler (USA)
- Piccole volpi (The Little Foxes), regia di William Wyler (USA)
- Pietà per i giusti (Detective Story), regia di William Wyler (USA)
- Pugni saldi (Hard Fists), regia di William Wyler (USA)
- Quelle due (The Children's Hour), regia di William Wyler (USA)
- Ritorno alla vita (Counsellor-at-Law), regia di William Wyler (USA)
- Scandalo (Glamour), regia di William Wyler (USA)
- La signora Miniver (Mrs. Miniver), regia di William Wyler (USA)
- Il silenzio si paga con la vita (The Liberation of L.B. Jones), regia di William Wyler (USA)
- La sposa nella tempesta (A House Divided), regia di William Wyler (USA)
- The Stolen Ranch, regia di William Wyler (USA)
- Strada sbarrata (Dead End), regia di William Wyler (USA)
- Il suo ufficiale di marina (Her First Mate), regia di William Wyler (USA)
- The Three Must-Get-Theres, regia di Max Linder (USA)
- Trappola d'amore (The Love Trap), regia di William Wyler (USA)
- L'uomo del West (The Westerner), regia di William Wyler (USA)
- Vacanze romane (Roman Holiday), regia di William Wyler (USA)
- Le vie della fortuna (The Good Fairy), regia di William Wyler (USA)
- La voce nella tempesta (Wuthering Heights), regia di William Wyler (USA)

### Homage
- Un albero cresce a Brooklyn (A Tree Grows in Brooklyn), regia di Elia Kazan (USA)
- Americani (Glengarry Glen Ross), regia di James Foley (USA)
- L'appartamento (The Apartment), regia di Billy Wilder (USA)
- A qualcuno piace caldo (Some Like It Hot), regia di Billy Wilder (USA)
- Bandiera gialla (Panic in the Streets), regia di Elia Kazan (USA)
- Barriera invisibile (Gentleman's Agreement), regia di Elia Kazan (USA)
- Boomerang - L'arma che uccide (Boomerang!), regia di Elia Kazan (USA)
- Il compromesso (The Arrangement), regia di Elia Kazan (USA)
- Elia Kazan Outsider, regia di Annie Tresgot (Francia)
- Fango sulle stelle (Wild River), regia di Elia Kazan (USA)
- Fronte del porto (On the Waterfront), regia di Elia Kazan (USA)
- I giorni del vino e delle rose (Days of Wine and Roses), regia di Blake Edwards (USA)
- Irma la dolce (Irma la Douce), regia di Billy Wilder (USA)
- Maccheroni, regia di Ettore Scola (Italia)
- Il mare d'erba (The Sea of Grass), regia di Elia Kazan (USA)
- Missing - Scomparso (Missing), regia di Costa-Gavras (USA)
- The People of the Cumberland, regia di Elia Kazan, Jay Leyda, Sidney Meyers e Bill Watts (USA)
- Pie in the Sky, regia di Ralph Steiner (USA)
- Pinky, la negra bianca (Pinky), regia di Elia Kazan (USA)
- Prigioniero della seconda strada (The Prisoner of Second Avenue), regia di Melvin Frank (USA)
- Un provinciale a New York (The Out of Towners), regia di Arthur Hiller (USA)
- La ragazza del secolo (It Should Happen to You), regia di George Cukor (USA)
- Il ribelle dell'Anatolia (America America), regia di Elia Kazan (USA)
- Salto mortale (Man on a Tightrope), regia di Elia Kazan (USA, Germania Ovest)
- Splendore nell'erba (Splendor in the Grass), regia di Elia Kazan (USA)
- La strana coppia (The Odd Couple), regia di Gene Saks (USA)
- Un tram che si chiama Desiderio (A Streetcar Named Desire), regia di Elia Kazan (USA)
- Gli ultimi fuochi (The Last Tycoon), regia di Elia Kazan (USA)
- La valle dell'Eden (East of Eden), regia di Elia Kazan (USA)
- Vedovo aitante, bisognoso affetto offresi anche babysitter (Kotch), regia di Jack Lemmon (USA)
- I visitatori (The Visitors), regia di Elia Kazan (USA)
- Viva Zapata!, regia di Elia Kazan (USA)
- Un volto nella folla (A Face in the Crowd), regia di Elia Kazan (USA)

## Premi

### Premi della giuria internazionale
- Orso d'oro per il miglior film: Ragione e sentimento di Ang Lee
- Orso d'argento per il miglior regista: ex aequo Ho Yim per Tai yang you er e Richard Loncraine per Riccardo III
- Orso d'argento per la migliore attrice: Anouk Grinberg per Mon homme
- Orso d'argento per il miglior attore: Sean Penn per Dead Man Walking - Condannato a morte
- Orso d'argento per il miglior contributo artistico: Andrzej Wajda per la regia di La settimana santa
- Orso d'argento per il miglior contributo singolo: Yōichi Higashi per la regia di Village of Dreams
- Orso d'argento, gran premio della giuria: Passioni proibite di Bo Widerberg
- Menzione d'onore:

Mahjong di Edward Yang
Stille Nacht di Dani Levy
Ri guang xia gu di He Ping
- Premio Alfred Bauer: Vite strozzate di Ricky Tognazzi
- Premio l'angelo azzurro: Passioni proibite di Bo Widerberg
- Orso d'oro per il miglior cortometraggio: Pribitie poezda di Andrei Zhelezniakov
- Orso d'argento, premio della giuria (cortometraggi): Maalaislääkäri di Katariina Lillqvist

### Premi onorari
- Orso d'oro alla carriera: Jack Lemmon, Elia Kazan
- Berlinale Kamera: Sally Field, Jodie Foster, Astrid Henning-Jensen, Volker Noth, Čyngyz Ajtmatov

### Premi della Children's Jury
- Orso di cristallo per il miglior film: My Friend Joe di Chris Bould
- Menzione speciale: Bonjour Timothy di Wayne Tourell
- Orso di cristallo per il miglior cortometraggio: Teddy & Annie: i giocattoli dimenticati di Graham Ralph
- Menzione speciale: Overdose di Claude Cloutier

### Premi delle giurie indipendenti
- Guild Film Prize: Dead Man Walking - Condannato a morte di Tim Robbins
- Peace Film Award: Devils Don't Dream! di Andreas Hoessli
- Premio Caligari: Charms Zwischenfälle di Michael Kreihsl
- Premio della giuria ecumenica:
  - Competizione: Dead Man Walking - Condannato a morte di Tim Robbins
  - Menzione speciale: Ri guang xia gu di He Ping
  - Forum: En avoir (ou pas) di Laetitia Masson
  - Menzione speciale: Devils Don't Dream! di Andreas Hoessli
- Premio FIPRESCI:
  - Competizione: Tai yang you er di Ho Yim
  - Panorama: Ognuno cerca il suo gatto di Cédric Klapisch
  - Forum: Bulan tertusuk ilalang di Garin Nugroho
- Premio CICAE:
  - Panorama: Chinese Chocolate di Yan Cui
  - Forum: Fuga dalla scuola media di Todd Solondz
  - Menzione speciale: En avoir (ou pas) di Laetitia Masson
- Premio UNICEF (lungometraggi): De jongen die niet meer praatte di Ben Sombogaart
- Menzione speciale: Anton di Aage Rais-Nordentoft
- Premio UNICEF (cortometraggi): Teddy & Annie: i giocattoli dimenticati di Graham Ralph
- Menzione speciale: Kinobilletten di Gunnar Vikene
- Mionetto Film Award: Stagona ston okeano di Eleni Alexandraki
- Premio Wolfgang Staudte: Okaeri di Makoto Shinozaki
- Panorama Award of the New York Film Academy: The Killers di Tanya Hamilton
- Menzione speciale:

Zica zivota di Momir Matovic
Nachtland di Cyril Tuschi
- New York Film Academy Scholarship Award: Shoot Me Angel di Amal Bedjaoui
- Teddy Award:
  - Miglior film: ex aequo The Watermelon Woman di Cheryl Dunye e I'll Be Your Mirror di Edmund Coulthard e Nan Goldin
  - Miglior documentario: Lo schermo velato di Rob Epstein e Jeffrey Friedman
  - Miglior cortometraggio: ex aequo Unbound di Claudia Morgado e Alkali, Iowa di Mark Christopher
  - Premio della giuria: Jerry Tartaglia
  - Premio dei lettori di Siegessäule: Paris Was a Woman di Greta Schiller

### Premi dei lettori
- Premio dei lettori del Berliner Mongerpost: Dead Man Walking - Condannato a morte di Tim Robbins
- Premio dei lettori del Berliner Zeitung: Pikunikku di Shunji Iwai